# Serendib suthepica
Serendib suthepica là một loài nhện trong họ Corinnidae.
Loài này thuộc chi Serendib. Serendib suthepica được Christa L. Deeleman-Reinhold miêu tả năm 2001.